# Théâtre des Variétés
Pour les articles homonymes, voir Théâtre des Variétés (homonymie).
Le théâtre des Variétés est une salle de spectacles située au 7, boulevard Montmartre dans le 2e arrondissement de Paris où se sont déroulés des spectacles de variétés. Inauguré en 1807, c'est l'un des plus anciens théâtres parisiens encore en activité. Il a été classé monument historique en 1974, pour sa façade et son vestibule et inscrit la même année pour sa salle.

## Historique

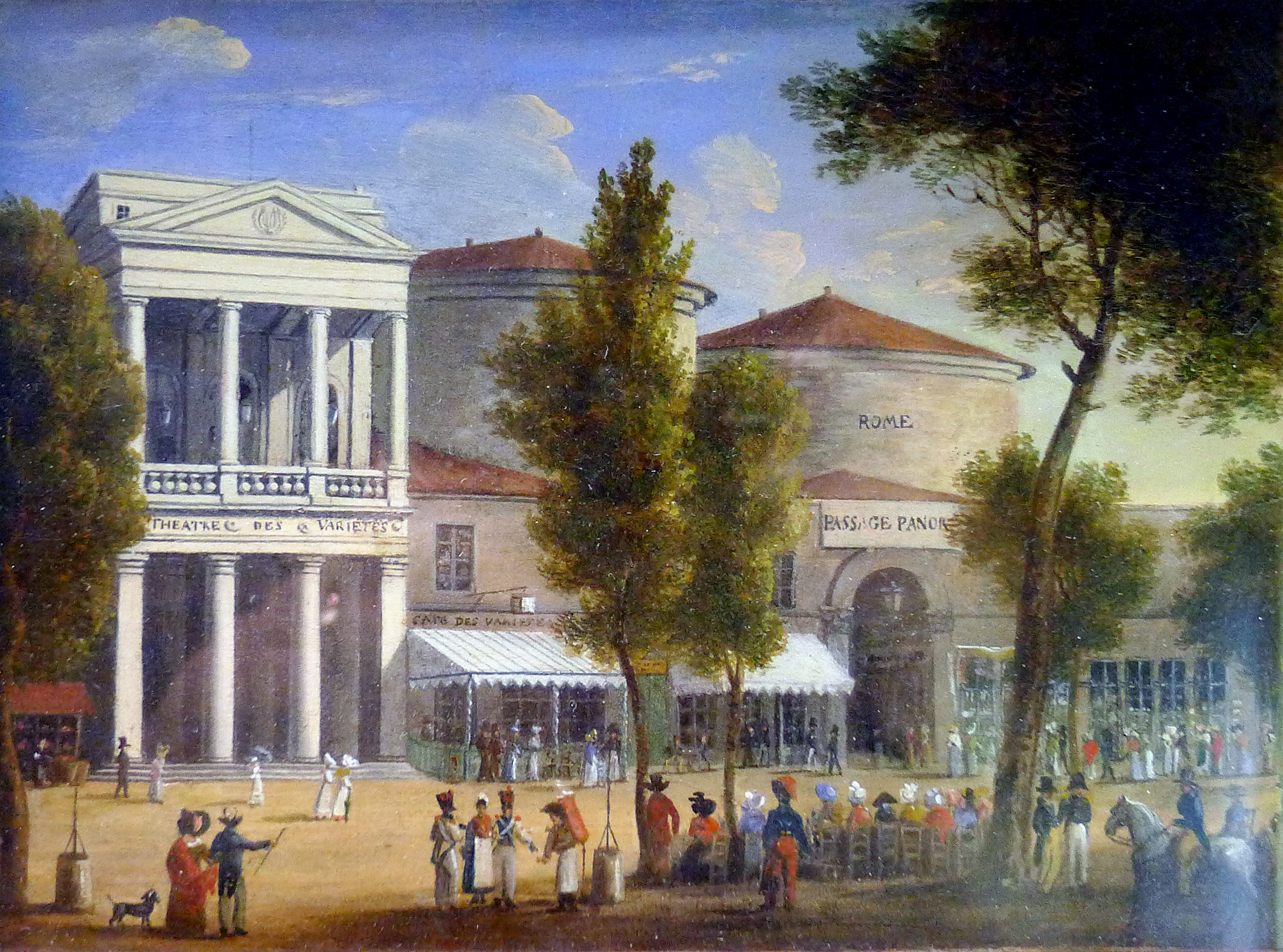
Le théâtre des Variétés vers 1820.

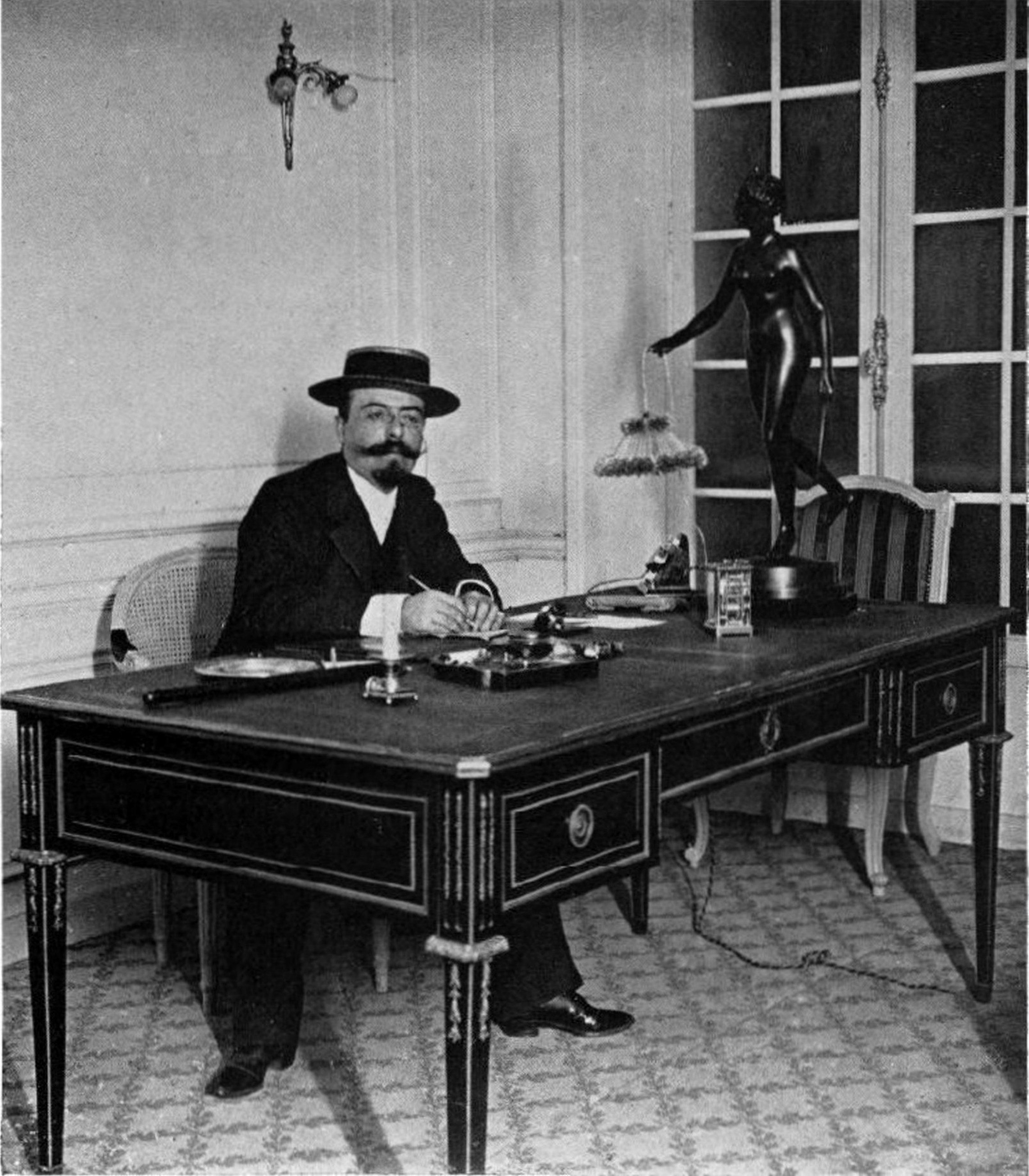
Fernand Samuel, le directeur des Variétés de 1892 à 1914, photographié à son bureau en 1900.

### Les origines
Le théâtre des Variétés doit sa création à Marguerite Brunet, dite Mlle Montansier. Déjà propriétaire d'un théâtre à Versailles inauguré en 1777,  elle profite de la Révolution pour s'installer à Paris en 1790 et prendre possession du théâtre des Beaujolais, sous les arcades du Palais-Royal, qu'elle rebaptise « Variété-Montansier » puis tout simplement « Variétés ». Mal vue par le nouveau régime, elle est mise en prison pour dettes en 1803, avant qu'un décret n'ordonne l'évacuation de sa troupe dont le succès porte ombrage à la Comédie-Française voisine, le 1er janvier 1807.

### L'intervention de l'Empereur Napoléon
Reçue par l'Empereur Napoléon, Mlle Montansier obtient, à 77 ans, son aide ainsi que sa protection. À la tête de la société des Cinq, elle fait édifier une nouvelle salle sur les boulevards, dans ce qui reste des jardins de l'ancien hôtel de Montmorency-Luxembourg, près du passage des Panoramas. Conçu par les architectes Jacques Cellerier et Jean-Antoine Alavoine, le théâtre est inauguré le 24 juin 1807 avec Le Panorama de Momus, vaudeville de Marc-Antoine-Madeleine Désaugiers.

### Depuis
En 1864, c'est au théâtre des Variétés que Jacques Offenbach créé un de ces plus grand succès : La Belle Hélène. Ce succès renouvelle le genre et l'identité du théâtre. 
Pendant le siège de Paris en 1870 il fut une des « ambulances » de Paris dirigée par le Dr Bonnierequi par une méthode ingénieuse arriva à conjurer, dans la mesure du possible, les dangers de la supputation. (dans le siège de Paris par Francisque Sarcey p236 Marpon et Flammarion éd.)
C'est au Théâtre des Variétés qu'eut lieu le 20 juin 1907 la première projection du film L'Enfant prodigue de Michel Carré considéré comme le premier long métrage (90 minutes) produit en Europe. C'est une adaptation de la pièce de théâtre éponyme de Carré également.
En 2010, 50 théâtres privés parisiens réunis au sein de l’Association pour le soutien du théâtre privé (ASTP) et du Syndicat national des directeurs et tourneurs du théâtre privé (SNDTP), dont fait partie le théâtre des Variétés, décident d'unir leur force sous une enseigne commune : les Théâtres parisiens associés.
| - Couverture du programme pour La Vie parisienne. - La symbolique du théâtre par Auguste Gorguet en 1908. - Amélie Diéterle, la belle amie de Paul Gallimard. - Le théâtre des Variétés en 1900. - Le théâtre des Variétés au cours de la Première Guerre mondiale, en 1916. |

## Quelques créations

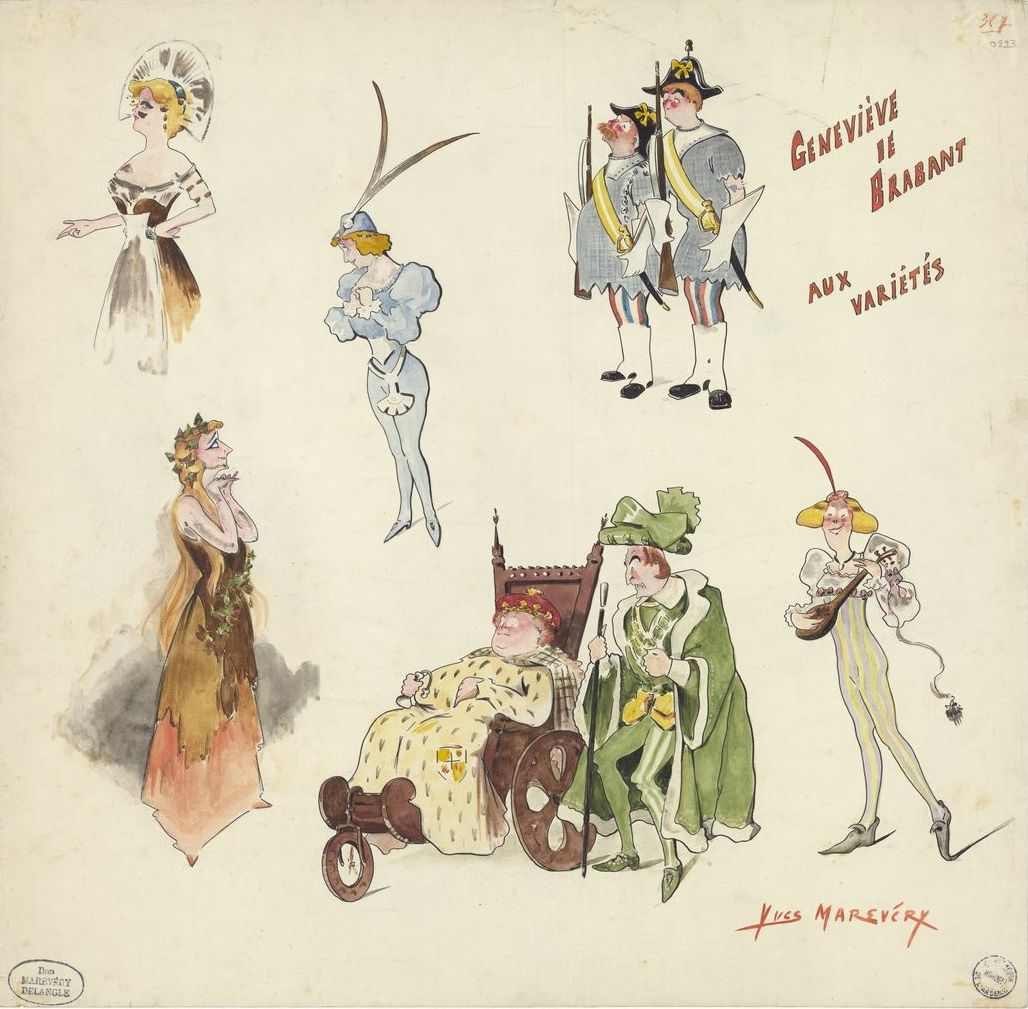
Geneviève de Brabant, dessin de Yves Marevéry, 1908.

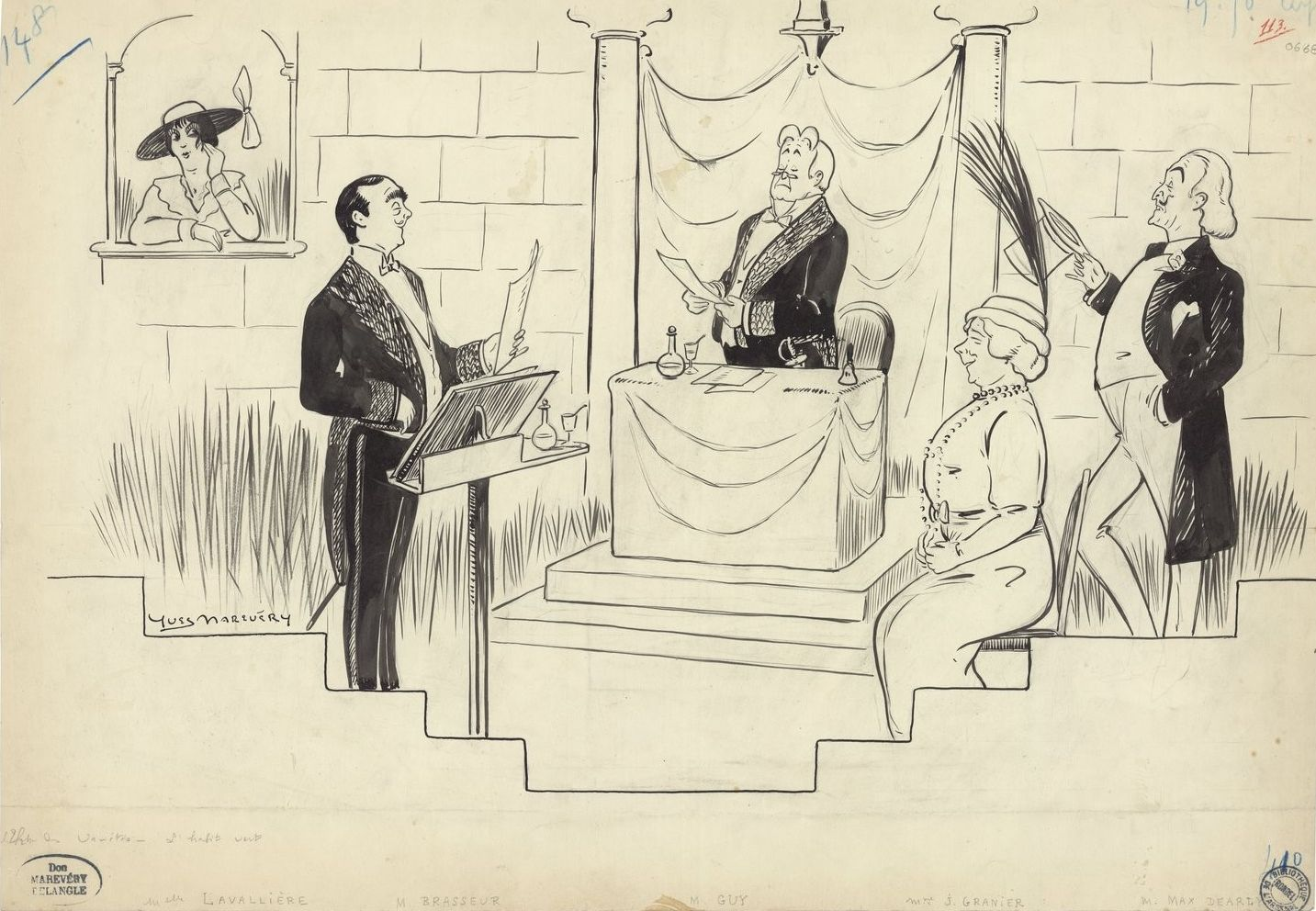
L'habit vert, dessin de Yves Marevéry, 1912.

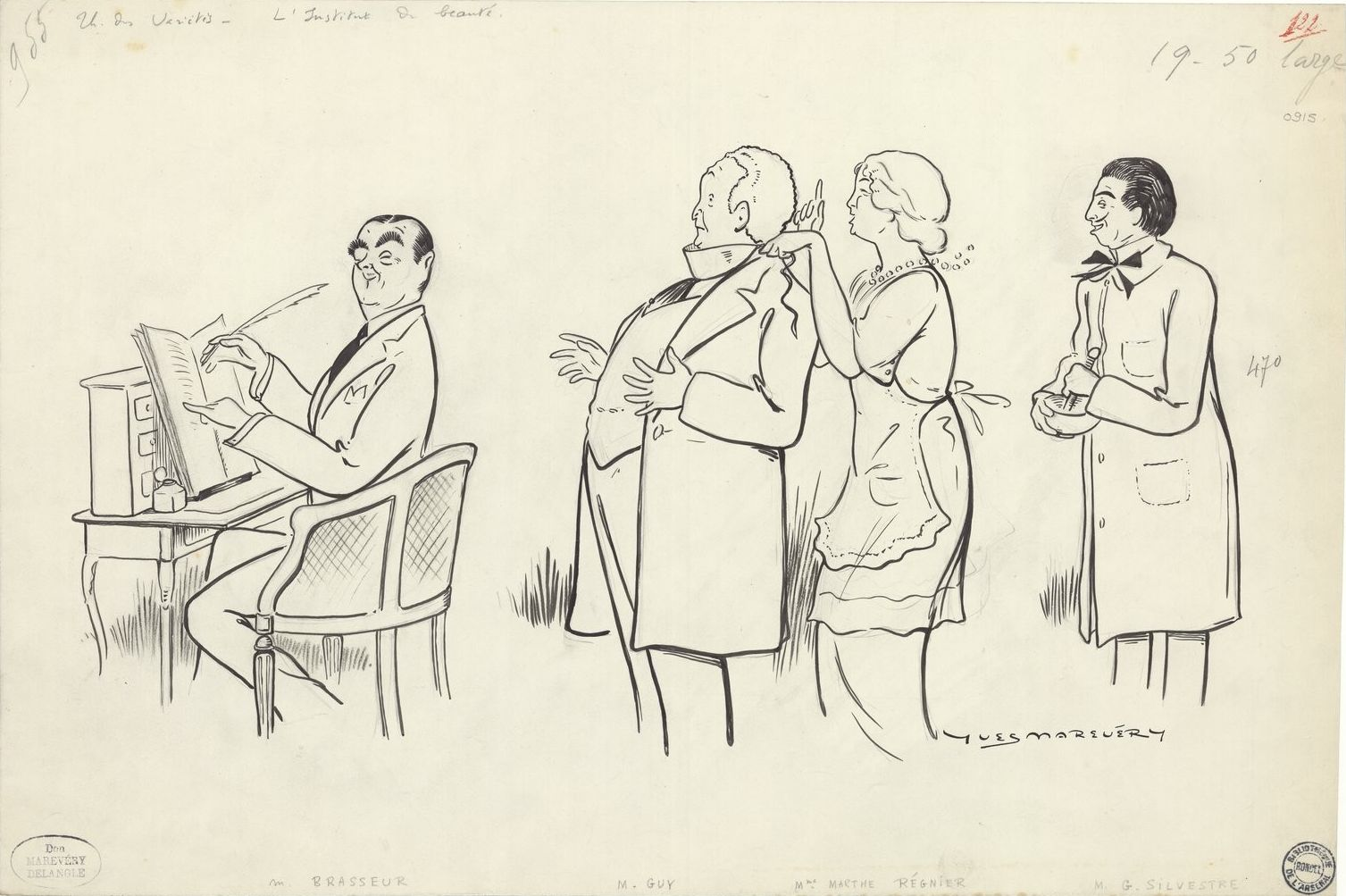
L'Institut de Beauté, dessin de Yves Marevéry, 1913.

- 1836 : Kean, ou Désordre et Génie, comédie d'Alexandre Dumas
- 1839 : Les Trois Bals, vaudeville de Jean-François-Alfred Bayard
- 1864 : La Belle Hélène, opéra-bouffe de Jacques Offenbach, livret de Meilhac et Halévy
- 1866 : Barbe-Bleue, opéra-bouffe de Jacques Offenbach, livret de Meilhac et Halévy
- 1867 : La Grande-duchesse de Gérolstein, opéra-bouffe de Jacques Offenbach, livret de Meilhac et Halévy
- 1868 : La Périchole, opéra-bouffe de Jacques Offenbach, livret de Meilhac et Halévy
- 1869 : Les Brigands, opéra-bouffe de Jacques Offenbach, livret de Meilhac et Halévy
- 1903 : Le Sire de Vergy, opéra-bouffe de Claude Terrasse, livret de Robert de Flers et Gaston Caillavet
- 1904 : Monsieur de La Palisse, opéra-bouffe de Claude Terrasse, livret de Flers et Caillavet
- 1906 : Miquette et sa mère de Flers et Caillavet
- 1908 : Le Roi de Flers,  Caillavet et Emmanuel Arène
- 1908 : Geneviève de Brabant, opéra-féerie en trois actes, paroles de Hector Crémieux et Étienne Tréfeu; musique de Jacques Offenbach, le 21 février 1908[6].
- 1910 : Le Bois sacré de Flers et Caillavet
- 1912 : L'Habit vert de Flers et Caillavet
- 1923 :  Ciboulette, opérette de Reynaldo Hahn, livret de Flers et Francis de Croisset
- 1928 : Topaze de Marcel Pagnol
- 1946 : César de Marcel Pagnol, d'après son film homonyme
- 1948 : Aux deux colombes
- 1949 : Tu m'as sauvé la vie
- 1951 : Une folie
- 1953 : Palsambleu
- 1962 : La Grosse Valse de Robert Dhéry
- 1968 : Freddy de Robert Thomas, avec Fernandel dans le rôle-titre.
- 1971 : Vos gueules les mouettes de Robert Dhéry, lyrics de Françoise Dorin, musique de Gérard Calvi
- 1976 : L'Autre Valse de Françoise Dorin
- 1980 : L'Intoxe de Françoise Dorin
- 1983 : L'Étiquette de Françoise Dorin
- 1986 : L'Âge en question de Françoise Dorin

## Direction
- 1807-1819 : Mlle Montansier
- 1820-1830 : Mira Brunet

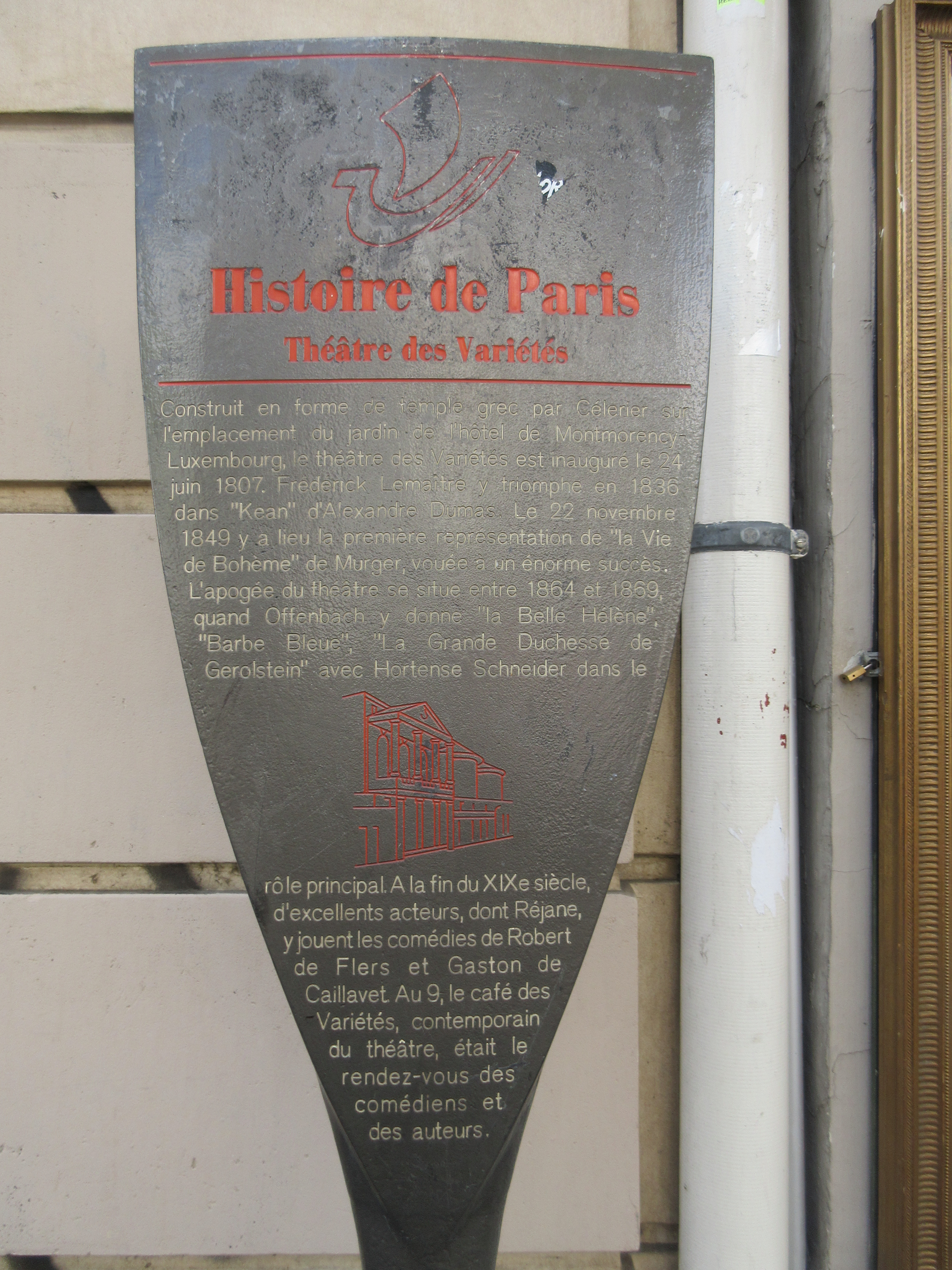
Panneau Histoire de Paris
« Théâtre des Variétés ».

- 1830-1836 : François-Victor-Armand Dartois
- 1836 : Philippe-François Pinel dit Dumanoir
- 1837-1839 : Jean-François Bayard
- 1839 : Armand-François Jouslin de la Salle
- 1840 : Pierre-Joseph Leroy
- 1840-1847 : Louis-Victor-Nestor Roqueplan
- 1847-1849 : Édouard Morin (John Bowes, propriétaire)
- 1849-1851 : Jean-Baptiste Thibeaudeau-Milon (John Bowes, propriétaire)
- 1851-1854 : Marie-Anne Carpier (John Bowes, propriétaire)
- 1855 : Paul Laurencin et Zacheroni (John Bowes, propriétaire)
- 1855 :  Hippolyte et Théodore Cogniard
- 1856-1869 : Hippolyte Cogniard et Jules Noriac
- 1869-1891 : Eugène Bertrand
- 1892-1914 : Fernand Samuel
- 1914-1940 : Max Maurey
- 1940-1943 : Émile Petit
- 1944-1945 : Max Maurey et Émile Petit
- 1946-1947 : Max Maurey et Denis Maurey
- 1947-1975 : Denis et Marcel Maurey
- 1975-1989 : Jean-Michel Rouzière
- 1989-1991 : Francis Lemonnier
- 1991-2004 : Luc Tenard (Jean-Paul Belmondo, propriétaire)
- depuis 2005 : Jean-Manuel Bajen

## Dans la culture
Le théâtre joue un rôle de premier plan dans le roman Nana d'Émile Zola de 1880, car c'est le théâtre dans lequel le personnage principal devient célèbre dans les premiers chapitres.